# 紅玉米左錐螺
紅玉米左錐螺（学名：Triphora granulata）为左錐螺科左錐螺屬下的一个种。